# Psí

Psí — majuskulní i minuskulní varianta

Psí (majuskulní podoba Ψ, minuskulní podoba ψ, řecký název ψῖ) je třiadvacáté písmeno řecké abecedy a v řecké číselné soustavě má hodnotu 700. V moderní řečtině i ve starořečtině jeho výslovnost odpovídá kombinaci českých písmen /ps/.

## Užití
Dnes se písmeno Ψ či ψ používá jako symbol například pro:
- vlnovou funkci v Schrödingerově soustavě
- druh mezonu nazývaný částice J/ψ
- jabber klienta Psi, který jej má jako své logo
- symbol pro paranormální jevy (navrhl r. 1942 R. Thouless)
- symbol pseudouridinu
- symbol psychologie
- symbol pseudogenu
- symbol pro vodní potenciál v ekofyziologii rostlin

## Reprezentace v počítači
V Unicode je podporováno jak
- majuskulní psí
  - U+03A8 GREEK CAPITAL LETTER PSI
- tak minuskulní psí
  - U+03C8 GREEK SMALL LETTER PSI.

V HTML je možné je zapsat pomocí &#936; respektive &#968;, případně pomocí HTML entit &Psi; respektive &psi;.
V LaTeXu se tato písmena sázejí pomocí příkazů \Psi a \psi.